# Tratado de Svalbard

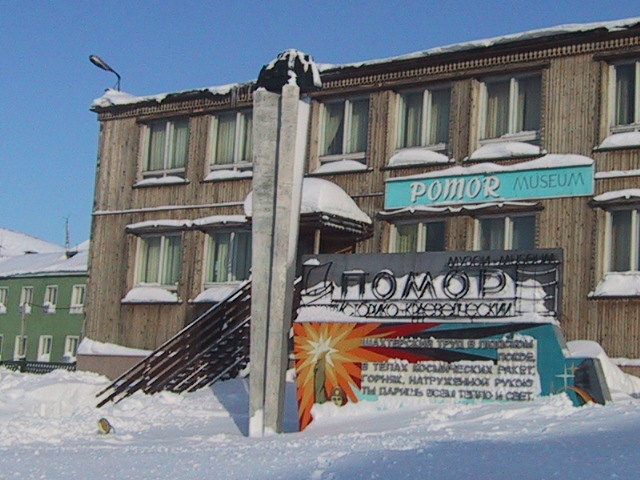
Museu sobre os pomor na colónia russa de Barentsburg (Баренцбург).

O Tratado de Svalbard (em norueguês: Svalbardtraktaten) ou da Esvalbarda, assinado em Paris a 9 de fevereiro de 1920, é um tratado multilateral que reconhece a soberania da Noruega sobre o arquipélago de Svalbard e suas águas territoriais, mas garante que os nacionais de todos os Estados contratantes se beneficiem de igualdade de direitos no acesso aos recursos naturais da região (em especial à mineração do carvão). O Tratado permite à Noruega regular a exploração e tomar as medidas de protecção ambiental necessárias, mas impede qualquer discriminação positiva a favor dos seus nacionais ou de empresas norueguesas. O tratado proíbe a construção de qualquer tipo de fortificação militar ou base militar, bem como a utilização das ilhas para fins bélicos.

## Enquadramento político e partes contratantes iniciais
A soberania sobre Svalbard foi mantida indefinida durante quase 300 anos, com nacionais de vários Estados a exercerem atividade económica e de exploração científica no território, com especial destaque para os interesses ligados à Noruega e à Rússia.
A questão agudizou-se quando se descobriu que a ilha de Spitsbergen era rica em carvão e em 1906 a empresa de capitais americanos Arctic Coal Company (ACC) pretendeu iniciar a exploração industrial. O povoado então fundado recebeu o nome de Longyearbyen, hoje a capital do arquipélago, em honra do norte-americano John Munroe Longyear, proprietário da ACC.
Em 1916, em plena Grande Guerra, a ACC vendeu a sua posição a interesses nórdicos e à companhia norueguesa (hoje estatal) Store Norske Spitsbergen Kulkompani A/S (SNSK), para além de outras duas empresas escandinavas e de uma neerlandesa, incrementou em muito a mineração, formando as primeiras colónias permanentes de dimensão apreciável no arquipélago.
Seguiram-se interesses russos, que também pretendiam acesso ao carvão da ilha, o que levou a uma crescente tensão em torno do domínio da ilha.
Terminada a guerra, as potências aliadas vencedoras resolveram apoiar as pretensões norueguesas, o que levou à assinatura em Paris (Sèvres), a 9 de Fevereiro de 1920, de um tratado que clarificasse estas matérias.
O Tratado de Svalbard foi inicialmente assinado entre a Noruega, os Estados Unidos da América, o Reino Unido (e domínios integrados no então Império Britânico), a França, o Canadá, a Austrália, a Dinamarca, a Itália, os Países Baixos, a Suécia e o Japão. A União Soviética aderiu em 1924 e a Alemanha em 1925. Hoje o Tratado tem mais de 40 signatários, entre os quais Portugal (que o ratificou a 24 de outubro de 1927).
O Tratado de Svalbard, apesar de reconhecer a soberania norueguesa sobre as ilhas, impõe como condição o direito dos cidadãos dos países signatários nelas se estabelecerem livremente para exploração dos seus recursos naturais, embora subordinados às leis promulgadas pela Noruega, que, contudo, não pode discriminar positivamente os seus cidadãos face aos dos restantes Estados signatários.

## Os efeitos do Tratado
A internacionalização económica de Svalbard levou a que durante a maior parte do século XX a ilha de Spitsbergen tivesse entre os seus residentes mais cidadãos soviéticos que noruegueses, já que a União Soviética investiu fortemente na exploração do carvão através da empresa estatal Trust Arktikugol (Арктикуголь), a única que, a par da norueguesa Store Norske Spitsbergen Kulkompani A/S, ainda mantém actividade mineira na ilha. Esta empresa adquiriu em 1932 as minas neerlandesas de Barentsburg, cuja exploração ainda mantém.
As actuais minas russas tinham pertencido à Nederlandsche Spitsbergen Compagnie (Nespico) N.V., empresa que a partir de 1921, tinha explorado carvão num local que chamou Barentsburg em homenagem ao explorador polar neerlandês Willem Barents. Nos seus tempos áureos, por meados da década de 1920, a Nespico chegou a ter 500 trabalhadores na ilha.
Nos termos do Tratado, a partir de 1925 a Noruega assumiu a administração da ilha tendo, entre outras medidas, estabelecido normas de proteção ambiental que foram pioneiras na Europa. A administração está desde aquela data, com um interregno devido à ocupação alemã durante a II Guerra Mundial, entregue a um Governador nomeado pela Noruega.
Apesar de ser uma zona militarmente restrita, Spitsbergen está situada numa posição geoestratégica importante, pois controla o acesso aos portos russos de Murmansk e Arkhangelsk, os únicos onde a Rússia têm acesso irrestrito ao Atlântico.
Desencadeada a II Guerra Mundial, e ocupada a Noruega pela Alemanha, a atividade mineira foi suspensa e a ilha quase totalmente evacuada a 3 de Setembro de 1941. Mesmo assim, forças alemãs bombardearam Longyearbyen e Barentsburg em Setembro 1943 e Sveagruva no ano seguinte.
Terminada a guerra, a ilha passou a desempenhar um papel importante na Guerra Fria, com os seus mares a serem palco de frequentes incursões submarinas e aéreas.
Sendo a Noruega um membro da NATO, a convivência com a presença soviética em Svalbard foi complexa, até porque o número de cidadãos soviéticos era maior do que o de noruegueses e a autonomia de que gozam as diversas comunidades, e a sua autossuficiência, faziam de Pyramiden (Пирамида) e Barentsburg (Баренцбург), verdadeiros enclaves soviéticos sobre os quais a Noruega não exercia qualquer real poder.

## Signatários

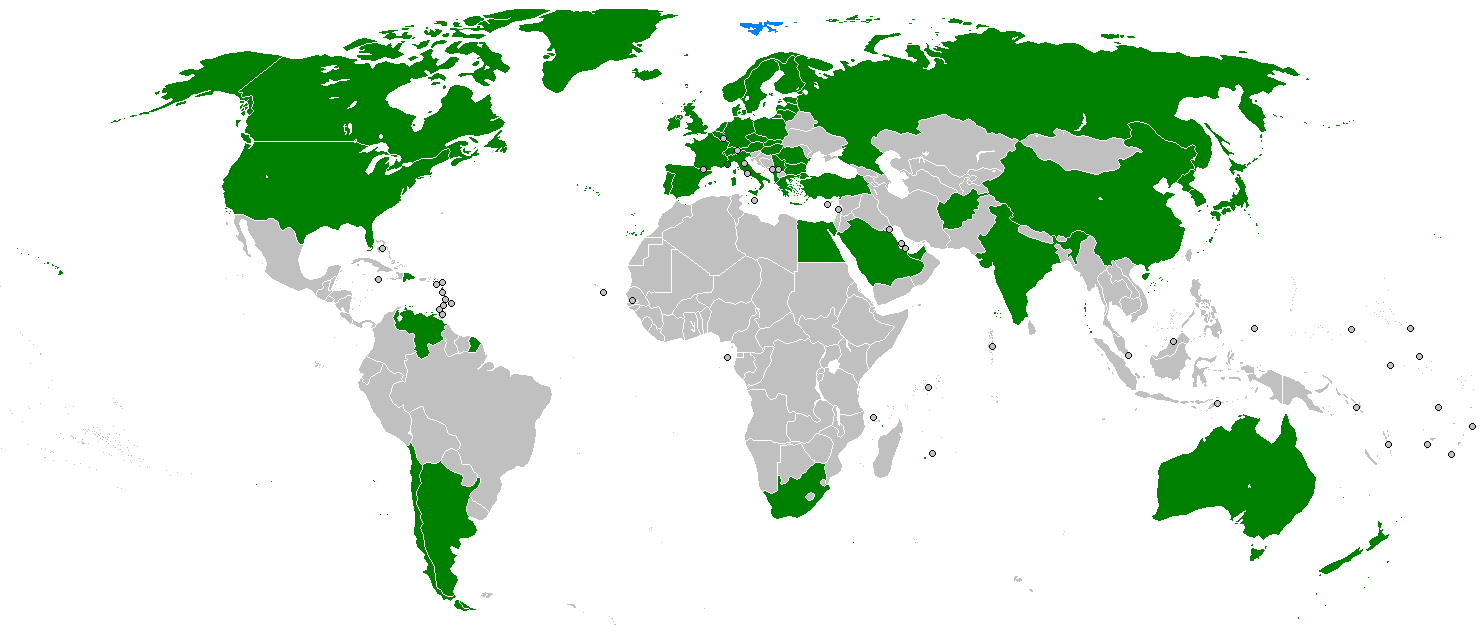
Signatários do Tratado de Svalbard

Esta é uma lista dos signatários do tratado até 2008, na qual as datas indicam quando o estado signatário ratificou o tratado, o que por vezes ocorreu muitos anos após alguma autoridade nacional o ter assinado primeiro:
| Estado               | Data de ratificação |
| -------------------- | ------------------- |
| Afeganistão          | 23-11-1925          |
| África do Sul        | 29-12-1923          |
| Albânia              | 29-4-1930           |
| Alemanha             | 16-11-1925          |
| Arábia Saudita       | 14-8-1925           |
| Argentina            | 6-5-1927            |
| Austrália            | 29-12-1923          |
| Áustria              | 12-3-1930           |
| Bélgica              | 27-5-1925           |
| Bulgária             | 20-10-1925          |
| Canadá               | 29-12-1923          |
| Chile                | 17-12-1928          |
| China                | 1-7-1925            |
| Dinamarca            | 24-1-1924           |
| Egito                | 13-9-1925           |
| Espanha              | 12-11-1925          |
| Estados Unidos       | 2-4-1924            |
| Estónia              | 7-4-1930            |
| Finlândia            | 12-8-1925           |
| França               | 6-9-1924            |
| Grécia               | 21-10-1925          |
| Hungria              | 29-10-1927          |
| Índia                | 29-12-1923          |
| Itália               | 6-8-1924            |
| Islândia             | 31-5-1994           |
| Japão                | 2-4-1925            |
| Mónaco               | 22-6-1925           |
| Nova Zelândia        | 29-12-1923          |
| Noruega              | 8-10-1924           |
| Países Baixos        | 3-9-1920            |
| Polónia              | 2-9-1931            |
| Portugal             | 24-10-1927          |
| República Dominicana | 3-2-1927            |
| Roménia              | 10-7-1925           |
| Rússia               | 7-5-1935            |
| Suécia               | 15-9-1924           |
| Suíça                | 30-6-1925           |
| Ucrânia              | 7-5-1935            |
| Reino Unido          | 29-12-1923          |
| Venezuela            | 8-2-1928            |